# Himalaya Singh
Pour les articles homonymes, voir Himalaya (homonymie).
Himalaya Singh est un film hongkongais réalisé par Wai Ka-fai, sorti le 3 février 2005.

## Synopsis
Singh est né et a été élevé dans l'Himalaya. Alors qu'il est un maître de yoga un peu naïf, ses parents lui ordonnent de se mêler à la compétition organisée par le Roi du Yoga pour gagner la fille du Roi. Sur le chemin, Singh rencontre Tally, qui tombe amoureuse de lui pour ses capacités en yoga. N'arrivant pas à le conquérir, Tally veut transformer Singh en quelqu'un de mauvais, comme ça si elle ne peut pas l'avoir, personne ne l'aura. Au même moment, deux touristes venant de Hong-Kong souffrent d'amnésie et on leur dit de prendre part à la compétition eux-aussi. Les rires commencent à apparaître dans cette incroyable bataille pour la beauté indienne…

## Fiche technique
- Titre : Himalaya Singh
- Titre original : Hei ma lai ah sing (喜馬拉亞星)
- Réalisation : Wai Ka-fai
- Scénario : Wai Ka-fai
- Production : Wai Ka-fai
- Musique : Ronald Ng
- Photographie : Jose Chan
- Montage : Inconnu
- Pays d'origine : Hong Kong
- Format : Couleurs - 1,85:1 - Dolby Digital - 35 mm
- Genre : Comédie
- Durée : 93 minutes
- Date de sortie : 3 février 2005 (Hong Kong)

## Distribution
- Ronald Cheng : Singh
- Cherrie Ying : Tally
- Lau Ching-wan : Oncle Panique
- Francis Ng : Oncle Courageux
- Cecilia Cheung : Le paon
- Tsui Tin-yau
- Wong Yau-nam
- Tommy Wong
- Shing Fui-on
- Lee Siu-kei